# 鄧樸方

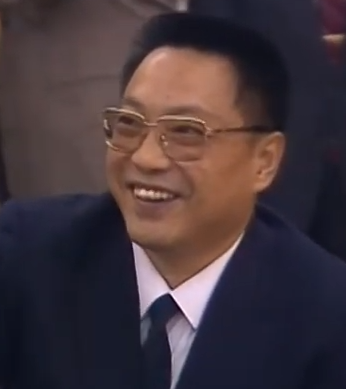
鄧樸方 （1987年）

鄧 樸方（とう ぼくほう）は、中華人民共和国の政治家。鄧小平と彼の3番目の妻卓琳との間の最初の息子である。太子党の1人とみなされている。
文化大革命の際、鄧小平とその家族は紅衛兵の攻撃目標になった。鄧樸方は建物の3階あるいは4階から突き落とされ、脊髄損傷を負い、下半身不随となった。

## 略歴
- 1968年 - 北京大学技術物理系卒業[2]
- 1975年 - 中国人民解放軍総参謀部管理局服務処、中央軍事委員会事務室勤務
- 1988年 - 中国身体障害者連合会理事長
- 1991年 - 中国身体障害者連合会主席
- 1997年 - 中共第15次全国人民代表大会で中央委員候補に選出
- 2002年 - 中共第16次全国人民代表大会で中央委員候補に選出

## 人物
現在、鄧樸方が主席を務める中国身体障害者連合会は、1988年に自身が設立を援助したものである。中国での身体障害者の権利の保護についての業績に対して、2003年12月に国連人権賞を受賞した。
国際パラリンピック委員会は、2005年11月の北京での会合の時に、彼に「パラリンピック・オーダー」を授与した。この賞が一人の受賞者に与えられたのは、この年が初めてであり、過去においては金・銀・ブロンズのメダルが授けられていた。